# Campestre de Goiás
| Campestre de Goiás            | Campestre de Goiás                                          |
| ----------------------------- | ----------------------------------------------------------- |
|                               |                                                             |
| Wappen                        | Flagge                                                      |
| Wappen von Campestre de Goiás | Flagge von Campestre de Goiás                               |
| Karte                         |                                                             |
|                               |                                                             |
| Basisdaten                    |                                                             |
| Staat:                        | Brasilien (BRA)                                             |
| Bundesstaat:                  | Goiás (GO)                                                  |
| Mesoregion:                   | Süd-Goiás (1989–2017)                                       |
| Mikroregion:                  | Vale do Rio dos Bois (1989–2017)                            |
| Angrenzende Gemeinden:        | Santa Bárbara de Goiás, Trindade, Guapó, Palmeiras de Goiás |
| Distanz zu Goiânia:           | 56 km                                                       |
| Geografische Lage:            | 16° 46′ S, 49° 42′ W                                        |
| Zeitzone:                     | UTC-3 Sommer: UTC-2                                         |
| Höhe:                         | 651 m                                                       |
| Fläche:                       | 273,815 km²                                                 |
| Einwohner:                    | 3.387 (2010)                                                |
| Bevölkerungsdichte:           | 12,4 Einwohner / km²                                        |
| Telefonvorwahl:               | +55 62                                                      |
| Postleitzahl (CEP):           | 75385-000                                                   |
| Adresse der Stadtverwaltung:  | Pça. João Victor, s/n Setor Centro                          |
| Offizielle Website:           |                                                             |
| Jahrestag:                    | 29. Oktober                                                 |
| Gemeindegründung:             | 1963                                                        |
| Politik                       |                                                             |
| Bürgermeister:                | Fabiano Queiroz Capuzzo (PDT), 2017–2020                    |

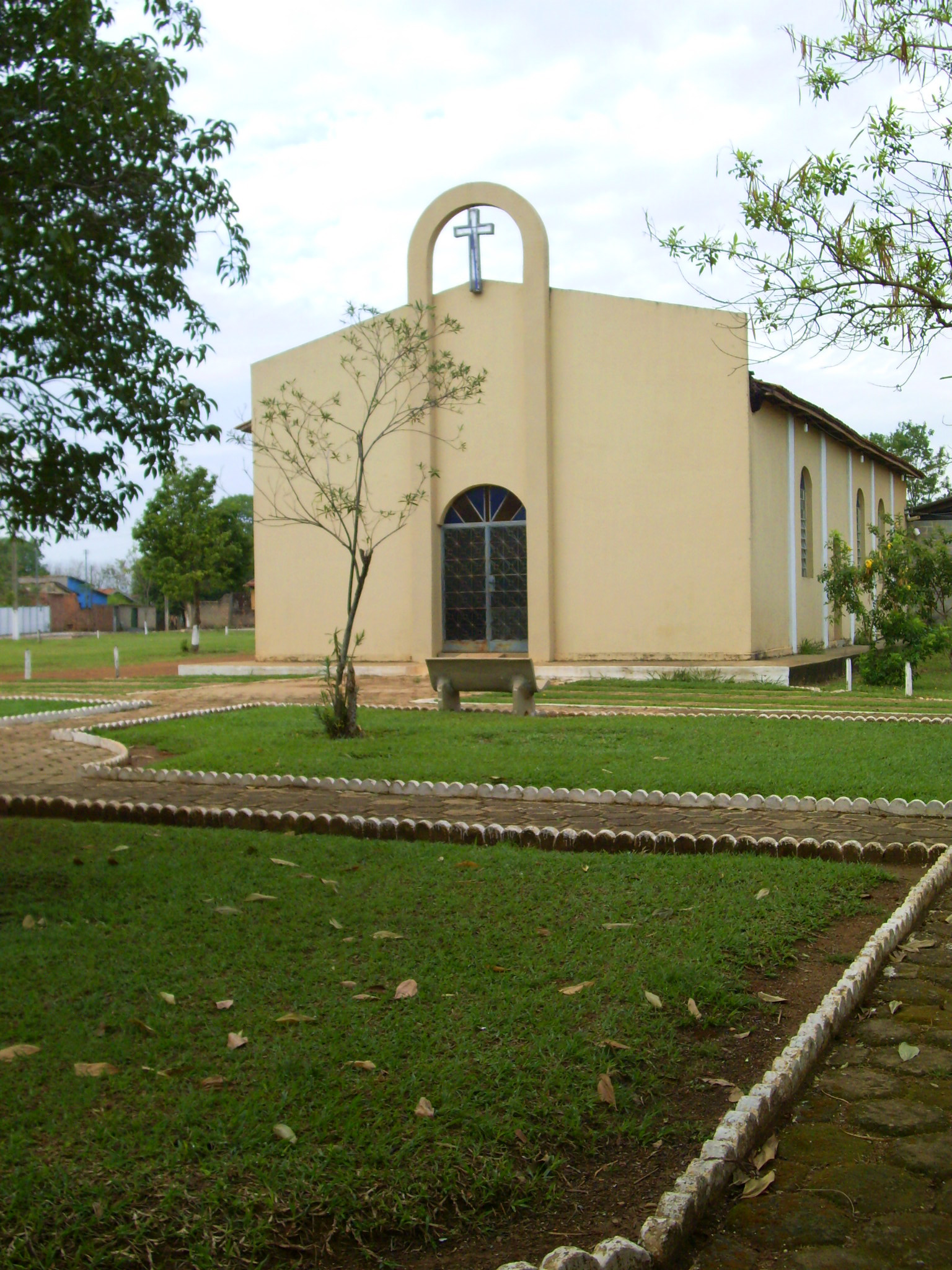
Kirche in Campestre de Goiás

Campestre de Goiás, amtlich portugiesisch Município de Campestre de Goiás, ist eine brasilianische politische Gemeinde im Bundesstaat Goiás. Sie liegt südwestlich der brasilianischen Hauptstadt Brasília und 54 km westlich von Goiânia, der Hauptstadt des Bundesstaates. Die Bevölkerung wurde zum 1. Juli 2019 auf 3630 Einwohner geschätzt, die auf einer Fläche von 273,815 km² leben.

## Geographische Lage
Campestre de Goiás grenzt
- im Norden an die Gemeinden Santa Bárbara de Goiás
- im Osten an Trindade
- im Süden an Guapó
- im Westen an Palmeiras de Goiás

## Wirtschaft
Die wirtschaftliche Basis bilden Landwirtschaft und Viehzucht. Angebaut werden Reis, Mais, Bohnen, Baumwolle, Okraschoten und Maniok, dazu gibt es Rinder- und Schweinezucht. Es werden auch Ziegel und Fliesen hergestellt.